# Rehus Uzor György
Rehus Uzor György (Budapest, 1946. július 10. – Kőszeg, 2020. augusztus 20.) magyar súlyemelő,  edző, erőemelő edző, játékvezető. 1972 óta Kőszegen élt.

## Pályafutása

### Súlyemelőként
Ikerváron fejezte be az általános iskolát, de a súlyemeléssel már Győrben került közelebbi kapcsolatba. Németh Pálnak köszönhetően 1965 júniusában a Szombathelyi MÁV Haladás Vasutas Sportegyesülethez igazolt. Tóth Géza volt a nevelőedzője, akinek sok mindent köszönhet, hiszen ő fedezte fel és segítette kibontakoztatni tehetségét. Súlycsoportja a 90 kg (félnehézsúly).

#### Kiemelkedő eredményei

##### Olimpia
Az olimpiákkal nem volt szerencséje. Négy olimpiára készült, azonban csak egyre sikerült kijutnia. 1972-ben Münchenben tartalék volt, Montréalban 1976-ban félnehézsúlyban indult, a versenyen ötödik lett, de Grippaldi kizárása miatt végül negyedikként jegyezték fel a sportkrónikák. 1980-ban Moszkvába klubtársa, Antalovits Ferenc utazott, Los Angelesbe 1984-ben pedig nem mehettek a magyar sportolók. Igaz, 1992-ben Barcelonában ismét a hivatalos delegáció tagja volt, Hanzlik János mellett a válogatott edzőjeként segítette az emelők munkáját.

##### Világbajnokság
Gettysburgban szakításban – ezüstérmes. Ezen a világbajnokságon összetettben 365 (szakítás: 165 kg, lökés: 200 kg) kilóval ugyan csak ötödik lett, de ez volt a legjobb eredménye!
Visszavonulása után háromszor nyert veterán világbajnokságot.

##### Európa-bajnokság
- 1977-ben Stuttgartban – bronzérmes
- 1978-ban Havířovban – bronzérmes

##### Országos bajnokság
1974-ben felnőtt magyar bajnok – aranyérmes

## Sikerei, díjai
Az 1970-es szombathelyi súlyemelő-Európa-bajnokság plakátja a Haladás akkori tehetségét, Rehus Uzor Györgyöt ábrázolta, Tóth Géza őt tartotta a legalkalmasabbnak arra, hogy a „rendezvény arca” legyen.
2010-ben díszközgyűlésen ünnepelte fennállásának 90. évfordulóját a szombathelyi Haladás Vasutas Sportegyesület. A díszközgyűlésen a minisztériumtól a Magyar Sportért Emlékérem Arany Fokozatát vehette át.